# パキン環礁

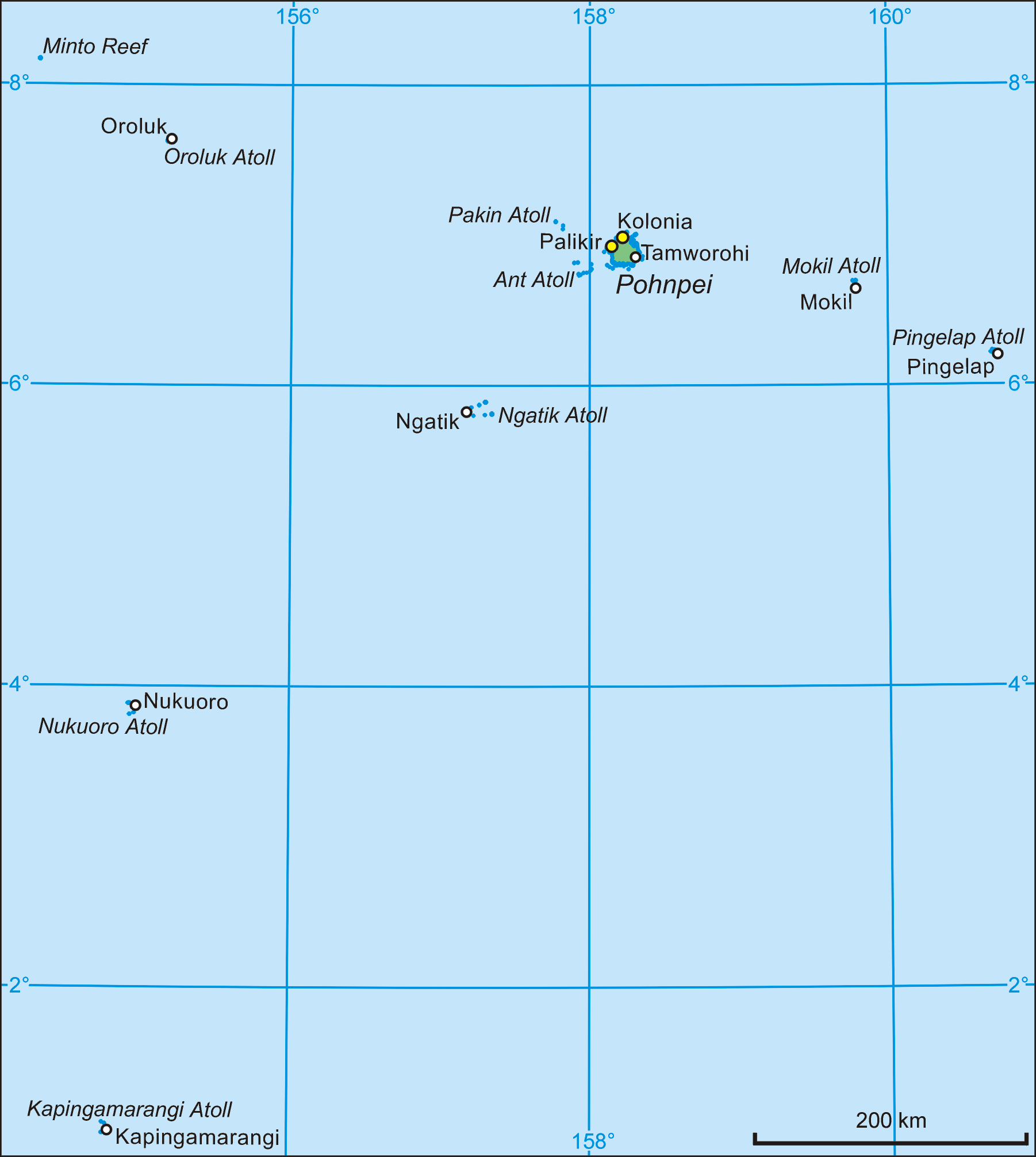
ポンペイ州の地図

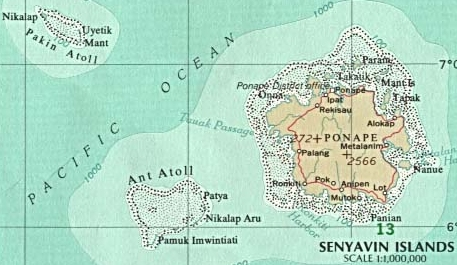
センヤヴィン諸島。パキン環礁は左上に見える。

パキン環礁（英語: Pakin Atoll）は太平洋北西部、カロリン諸島の環礁。ミクロネシア連邦のポンペイ州に属している。
ポンペイ環礁の西北から西北西30km程の位置に存在する。ポンペイ環礁やアンツ環礁の近くに位置しており、これらの島々は合わせてセンヤヴィン諸島と呼ばれている。
人口はおおよそ90-100人であり、ソケース(Sokehs)のモートロック出身者共同体から離散して来た人々である。共同体は伝統的なリーダーシップ（Sounirek Pakein）に率いられており、"Pakin Community Association"(PCA)の下で非政府組織として認識されている。PCAの公約の付則と条項は2007年8月28日に調印された。パキン小学校と大規模教会は最大の島であるNikahlapに存在する。このほかの島ではPainpwel、Wesetik、Mwanid、Olamwinなどに人が居住している。  
環礁はダイビングやスノーケリングなどで人気である。

## 歴史
欧州人による最初の発見は1595年12月21日に女性探検家のイザベル・バレートが指揮し、ペドロ・フェルナンデス・デ・キロスが水先案内をするスペインの"San Jeronimo"号によるものであった。

## 註
1. ↑  Bendure, G. & Friary, N. (1988) Micronesia:A travel survival kit. South Yarra, VIC: Lonely Planet
2. ↑  Sharp, Andrew The discovery of the Pacific Islands Oxford, 1960, pp.54,55.
3. ↑  Brand, Donald D. The Pacific Basin: A History of its Geographical Explorations The American Geographical Society, New York, 1967, p.136.